# Mitch Miller
Mitch Miller, nato Mitchell William Miller (Rochester, 4 luglio 1911 – New York, 31 luglio 2010), è stato un compositore, cantante e direttore d'orchestra statunitense, ma anche produttore discografico e direttore musicale della Columbia Records. È stato una delle figure più influenti nel panorama della musica leggera statunitense durante gli anni 1950 e gli inizi dei 1960, nella  doppia veste di capo della divisione Artists &  Repertoire alla Columbia Records e di esecutore e direttore  d'orchestra. In quest'ultima veste Miller è stato il creatore di quello  che è oggi il karaoke, realizzato nella serie televisiva messa in  onda dalla NBC-TV, Sing Along with Mitch (Canta assieme a Mitch).

## Biografia
Diplomatosi presso la Eastman School of Music della University of Rochester nei primi anni 1930, Miller come stimato strumentista di oboe e corno inglese, ed ha registrato numerosi album, divenuti dei classici, di pezzi strumentali, anche se è più noto come direttore d'orchestra, direttore di coro e direttore di edizione fonografica.
Divenuto capo della divisione Artists and Repertoire alla Mercury Records alla fine degli anni 1940, passò poi alla Columbia Records, assumendo lo stesso incarico, nel 1950. Questa era la posizione centrale nella casa discografica, in quanto era il centro decisionale che sceglieva i musicisti ed i cantanti che sarebbero stati prodotti dall'etichetta discografica.
Egli definì lo stile della Columbia negli anni 1960, producendo importanti artisti come, Patti Page, Frankie Laine, Johnnie Ray, Ray Conniff, Percy Faith, Jimmy Boyd, Johnny Mathis, Tony Bennett e Guy Mitchell (il cui pseudonimo è basato sul nome di Miller), e spianò la carriera di cantanti come, Doris Day, Dinah Shore e Jo Stafford, solo per citarne alcuni. Miller scoprì anche Aretha Franklin e le fece firmare il suo primo contratto con un'etichetta importante. La Franklin lasciò poi la Columbia dopo alcuni anni, quando Ahmet Ertegün della Atlantic Records le promise la libertà di scegliere il suo repertorio al di fuori del repertorio leggero dominante in quei tempi per approdare verso il rhythm and blues.
Miller disapprovava il rock and roll, e non accettò Elvis Presley e Buddy Holly, che divennero delle star presso altre etichette. Nonostante la sua distanza dal rock 'n' roll, Miller produsse spesso album per artisti legati alla Columbia che erano rocker per natura. Canzoni come "A White Sport Coat (and a Pink Carnation)" di Marty Robbins, e "Rock-a-Billy" by Guy Mitchell sono solo due esempi. Nel 1961, Miller convinse Bob Dylan a firmare per la Columbia, su raccomandazione di John Hammond.
Come produttore discografico, Miller conquistò la sua reputazione basando la sua attività sull'innovazione e la novità. Nonostante abbia realizzato decine di pezzi di grande successo, i suoi arrangiamenti incontrarono talvolta le critiche dei suoi ammiratori, come nel caso di "Come on-a My House", "Mama Will Bark" a causa del loro scostamento dai canoni tradizionali della musica popolare del tempo. Il critico musicale Will Friedwald scrisse nel suo libro Jazz Singing (Da Capo Press, 1996) che "Miller esemplifica il peggior pop americano. Incombe nelle ire dell'ascoltatore intelligente quando prova a trasformare artisti importanti come Sinatra, Clooney e Tony Bennett in qualcosa di banale. Miller sceglie le peggiori canzoni e la assembla con quanto di peggio sia immaginabile, non con l'attitudine del cattivo musicista... tradizionalmente usata, ma con consapevolezza, avvedutezza, precisa pianificazione e perversa brillantezza."
Nonostante i metodi di Miller fossero invisi a molti interpreti della Columbia come Frank Sinatra e Rosemary Clooney, l'etichetta mantenne la sua linea per tutti gli anni 1950. Sinatra, in particolare, parlò male di Miller e gli attribuì la colpa del suo calo di popolarità nei suoi anni alla Columbia, per averlo obbligato a cantare canzoni come "Mama Will Bark" e "The Hucklebuck."  Miller, da parte sua, replicò che il contratto consentiva a Sinatra di rifiutare qualunque canzone.
Nei primi anni 1950, Miller registrò con l'orchestra della Columbia come Mitchell Miller and His Orchestra. Registrò inoltre una serie di album e singoli di successo, con un coro maschile ed il suo specifico arrangiamento, sotto il nome di Mitch Miller and the Gang a partire dal 1950. I maggiori successi furono "Tzena, Tzena, Tzena", "The Yellow Rose of Texas" nel 1955 che raggiunge la prima posizione nella Billboard Hot 100 per sei settimane e le due marce da Il ponte sul fiume Kwai: "The River Kwai March" e "Colonel Bogey" prima in Germania per tredici settimane ed in Olanda per nove settimane ed ottava in Norvegia nel 1958.
Nel 1961 Miller realizzò due pezzi corali tratti dalle musiche di Dimitri Tiomkin dalla colonna sonora del film I cannoni di Navarone. Nel 1962 fu la volta del tema dal film Il giorno più lungo tratto dai titoli finali. Nel 1965 cantarono la "Major Dundee March", la canzone dal film di Sam Peckinpah, Major Dundee. Il film fu un clamoroso flop, ma paradossalmente la canzone rimase famosa per molti anni. Nel 1987, Miller diresse la London Symphony Orchestra con il pianista David Golub nell'apprezzata registrazione delle opere di George Gershwin, Un americano a Parigi, Rapsodia in blu e Concerto in fa.
Negli anni 1960, Miller divenne notissimo con il suo show televisivo (andato in onda dal 1961 al 1966 sulla NBC)  Sing Along with Mitch, uno spettacolo imperniato sulle esecuzioni sue e di un coro maschile, a seguito del suo eccezionale successo con la serie di dischi portanti lo stesso titolo. Nel corso della seconda stagione di Sing Along with Mitch, Miller coniò la frase "sorridiamo tutti" Questa era preceduta dalle istruzioni per "cantare assieme; seguendo le parole del testo che scorrevano sullo schermo" come nelle attuali sessioni di karaoke. In seguito a questo fatto la gente ritiene Mitch Miller come l'inventore del karaoke.
Miller ricevette un Grammy Award alla carriera nel 2000. Negli ultimi tempi viveva a Manhattan, New York, dov'è morto alla veneranda età di 99 anni al Lennox Hill Hospital.